# Mesorregión Central Espírito-Santense
La mesorregión Central Espírito-Santense es una de las cuatro  mesorregiones del estado brasileño del Espírito Santo. Es formada por la unión de 24 municipios agrupados en cuatro  microrregiones.

## Microrregiones
- Afonso Cláudio
- Guarapari
- Santa Teresa
- Vitória

- Datos: Q2070843